# Ianca (Olt)
Pour l’article homonyme, voir Ianca.
Ianca est une commune du județ d'Olt en Roumanie.